# Barthélemy de Lesseps
Jean-Baptiste Barthélemy de Lesseps (Sète, 27 de enero de 1766-Lisboa, 6 de abril/26 de abril de 1834) fue un diplomático y escritor francés, miembro de la expedición científica de Jean-François de Galaup, conde de La Pérouse (1 de agosto de 1785-enero de 1788) y tío de Ferdinand de Lesseps .

## Familia y primeros años
Pasó su infancia en Hamburgo y luego en San Petersburgo, donde su padre Martin de Lesseps (1730-1807) fue el cónsul general francés. Su madre fue Anna Caysergues (1730-1823). Tenía una hermana Lise de Lesseps (1769-1840), casada en 1788 con Louis Maurice Taupin de Magnitot (1757-1823), y un hermano Mathieu de Lesseps (Hamburgo, 4 de mayo de 1774-Túnez, 28 de diciembre de 1832), casado con Catherine de Grevigné (Málaga, 11 de junio de 1774-París, 27 de enero de 1853), padres de Ferdinand de Lesseps.
A los 12 años, además de su lengua nativa, hablaba con fluidez ruso, alemán y español. Después de estudiar en el colegio jesuita de Versalles durante cinco años, regresó a San Petersburgo en 1783.
Fue nombrado vicecónsul de Francia en Kronstadt y una vez tuvo que intervenir con la tripulación del barco francés Uranie de Dunkerque, que había desertado en gran parte. Observado por el embajador de Francia en Rusia, De Ségur, se le encomendó llevar noticias importantes a Versalles.[cita requerida] Allí se reunió con Paul Antoine Fleuriot de Langle, segundo al mando de la expedición La Pérouse, que contaba con el respeto de Luis XVI. La Pérouse pidió al ministro de Marina y Colonias, Charles Eugène Gabriel de La Croix, marqués de Castries, que añadiera a Lesseps a la expedición como intérprete ruso, ya que la ruta prevista los llevaba al territorio ruso en el noroeste del Océano Pacífico. Su padre debería haber sido consultado, pero no hubo tiempo para eso, por lo que Castries lo nombró vicecónsul para suceder a su padre. En lugar de regresar directamente a San Petersburgo, Lesseps tomaría la ruta mucho más larga con La Pérouse hacia el noroeste del Pacífico y luego viajaría por tierra.
Las fragatas Boussole y Astrolabe partieron de Brest el 1 de agosto de 1785. De Lesseps partió en el último barco comandado por Paul Antoine Fleuriot de Langle .
El viaje llevó a los barcos hacia el sur a través del Océano Atlántico, alrededor del Cabo de Hornos hasta el océano Pacífico, deteniéndose en Isla de Pascua, Hawái, la actual Alaska, Macao, Manila, el Mar de Japón, el Mar de Ojotsk y luego hasta el puerto de San Pedro y San Pablo, ahora Petropavlovsk-Kamchatsky, en el lado este de la península de Kamchatka .

## Viaje transcontinental

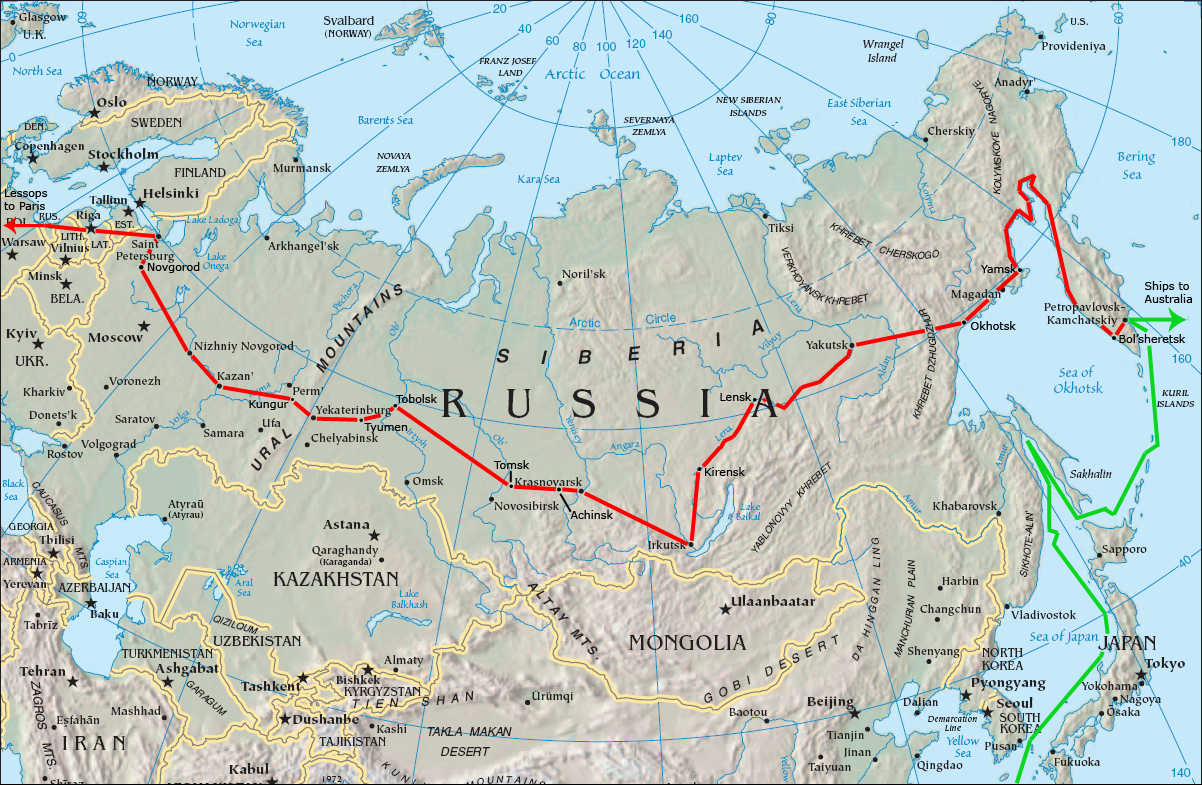
Camino de Barthélemy de Lesseps de la expedición La Pérouse

Mientras estaba en el puerto, La Pérouse recibió órdenes de proceder lo más rápido posible a Australia para investigar un asentamiento británico rumoreado en la bahía de Botany. Sin embargo, antes de partir, necesitaba obtener informes del viaje de regreso a París. Dado que el hielo cerraría pronto el puerto durante meses, la única opción que mantendría el material bajo control francés era enviarlo por tierra con De Lesseps.
Los barcos partieron el 7 de octubre de 1787, y De Lesseps partió una semana después con Kassloff Ougrenin, el gobernador de Okhotsk, viajando 160 km a través de la península hasta Bolsheretsk, un viaje que duró dos semanas, incluida la construcción de una balsa para cruzar el río Bolchaiareka. Desde allí esperaban navegar a Okhotsk; cuando eso no era posible, decidieron seguir la costa alrededor de la cima del Mar de Ojotsk, una distancia de 1600 km. El partido permaneció en Bolsheretsk hasta finales de enero mientras se reunía un convoy de 35 trineos, pero tanto el clima como los deberes oficiales de Kassloff ralentizaron el progreso. De Lesseps decidió separarse del grupo principal y llegó a Yamsk a finales de abril. Acelerado por una carretera, llegó a Okhotsk el 8 de mayo.

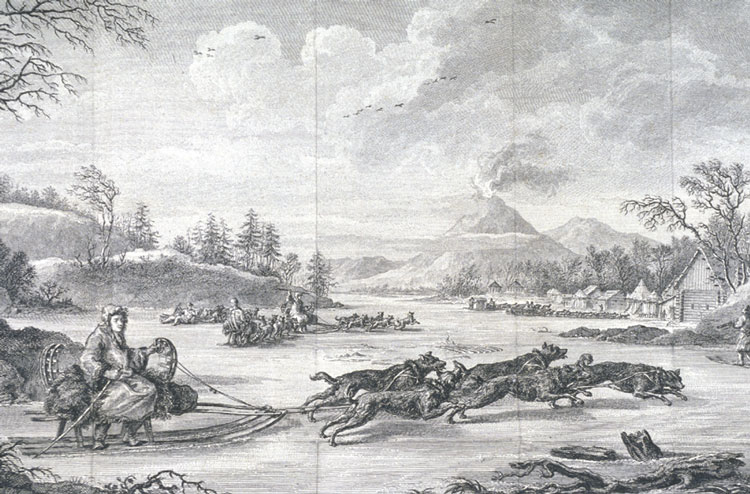
Lesseps cruzando la península de Kamchatka en trineo tirado por perros

De Lesseps partió rápidamente hacia Yakutsk, 1200 km tierra adentro, pero cuando el clima se calentó y las huellas a través de la nieve se convirtieron en barro, los trineos se atascaron, por lo que lo arrastró de regreso a Okhotsk.
A su regreso pudo comprar algunos caballos que describió como "bestias espantosas y medio muertas de hambre" antes de partir de nuevo el 6 de junio. El 5 de julio navegó por el río Lena hasta Lensk y luego Kírensk ; en ese momento, ambas ciudades consistían en poco más que unas pocas cabañas de madera. Como era mediados de verano, el agua ya no estaba helada, pero nubes de mosquitos pululaban cerca de la orilla. Los botes se rompieron en los rápidos, pero De Lesseps pudo continuar a caballo hasta Irkutsk, cerca del extremo suroeste del lago Baikal .
Luego, De Lesseps usó un coche para viajar a través de Krasnoyarsk, Achinsk, Tomsk, Tobolsk, Tyumen, Ekaterimburgo y Kungur en los Montes Urales hasta Kazán, donde resultó herido en un accidente. Para evitar ser atrapado durante otro invierno, se dirigió a Nizhni Nóvgorod, luego Veliki Novgorod, llegando a San Petersburgo, su destino previsto, el 22 de septiembre de 1788, más de un año después de su partida.
Sin embargo, este no fue el final de su viaje. Después de entregar los informes de La Pérouse al embajador francés, se enteró de que lo buscaban en París, por lo que continuó por Riga, Königsberg y Berlín, llegando a París el 17 de octubre. El nuevo secretario de Estado de Marina, César Henri, conde de La Luzerne, lo recibió en Versalles, donde conoció a Luis XVI, fue recibido como un héroe y nombrado cónsul en Kronstadt.
Dada la posterior pérdida de ambos barcos, al partir en Petropavlovsk, De Lesseps se convirtió en uno de los tres miembros del elenco original que sobrevivieron a la expedición La Pérouse, junto con el matemático Louis Monge y el naturalista Jean-Nicolas Dufresne.

## Carrera durante y después de la Revolución
Su nombramiento en Kronstadt lo mantuvo alejado de la violenta Revolución Francesa. En 1794, fue nombrado asistente de Pierre Ruffin, secretario de la legación francesa en Constantinopla, quien fue cónsul francés en Crimea. Tras la expedición de Napoleón Bonaparte a Egipto en 1798, hubo un gran descontento contra los franceses, que fueron sometidos a la violencia. Fue encarcelado con su esposa e hijos en la Fortaleza Yedikule en Constantinopla durante tres años. En agosto de 1801, tras la evacuación francesa de Egipto, fueron puestos en libertad.
A su regreso a Francia, Bonaparte, primer cónsul, lo envió a San Petersburgo para organizar allí el Consulado General. A principios de 1802, fue el encargado de abastecer de madera a la armada francesa. Pero después de la batalla de Austerlitz, la situación se deterioró. Fue a reunirse con Talleyrand en Varsovia y desde allí partió hacia Dresde, donde conoció al emperador. Después de la Paz de Tilsit, regresó al consulado de San Petersburgo, pero en 1812 las relaciones con Rusia se rompieron nuevamente; toda su familia tuvo que irse.
A principios de septiembre de 1812 fue nombrado cónsul general en Moscú por Napoleón hasta su retiro pocas semanas después. Fue destinado a Lisboa, donde pasó los siguientes 20 años hasta su muerte en 1834.

## Matrimonio y descendencia
Se casó con Rose Catherine Cécile Lucie Ruffin el 16 de septiembre de 1793 en Versalles y tuvo doce hijos:
- Aimée de Lesseps (Versalles 1794 - ?), casada en Lisboa, Santa Catarina, el 15 de abril de 1822 con Pierre Geoffroi Blanchet
- Virginie de Lesseps (1796 - Constantinopla 1800)
- Marie Fortunée de Lesseps (Constantinopla 1798 - París 1845), casada en Lisboa, Santa Catarina, el 10 de enero de 1820 con Charles Joseph Lagau
- Désiré de Lesseps (Constantinopla 1800-1800)
- Lucie Virginie de Lesseps (Marsella 1801-1876), se casó primero en Lisboa, Santa Catarina, el 5 de noviembre de 1823 con Charles Joseph Gautier, y se casó por segunda vez en Lisboa el 7 de octubre de 1834 con Julien François Lecesne.
- Charles de Lesseps (1807 - ? )
- Hortense de Lesseps (San Petersburgo 1809 - ?), casada en París en 1829 con Antoine Aimé Blachette
- Celeste de Lesseps (San Petersburgo 1810 - ? )
- Julie de Lesseps (San Petersburgo 1812 - ?)
- Edmond-Prosper de Lesseps (1815–1868)

## Publicaciones
- Journal historique du voyage de M. de Lesseps, cónsul de Francia, empleyé dans l'expédition de M. le comte de la Pérouse en qualité d'interprète du roi ; depuis l'instant où il a quitté les frégates Françaises au port Saint-Pierre et Saint-Paul du Kamtschatka jusqu'à son arrivée en France le 17 octobre 1788, Paris, Impr. royale 1790, 2 vol. Royal 1790, 2 vol. en 8. en 8. También traducido al inglés con el título, Viajes en Kamchatka durante los años 1787 y 1788, Londres 1790.[11]
- Le messager de Lapérouse, du Kamtchatka à Versailles, JBB de Lesseps, texte retranscrit et mis en forme par Catherine Marion, assistée de Grégoire Foussé, dans la collection Récits introuvables des éditons Pôles d'images, 2004.
- La boussole, Des confins de la Sibérie à Versailles avec le messager de Lapérouse (1787-1788) (traducción aproximada: La brújula, De las fronteras de Siberia en Versalles con el mensajero de La Pérouse (1787-1788) ), Guy Vassal, París, 2006.